# Italijanska vojna (1495–1497)
Italijanska vojna je potekala med letoma 1495 in 1497. Povod za vojno je bila francoska zasedba Neaplja; združena italijansko-avstrijsko-špansko-angleška vojska je pregnala francosko iz Italije. 